# Пионерская (пещера, Бзыбский хребет)
Пионерская — карстовая пещера в Грузии, в Гудаутском районе Абхазии. Расположена на склоне Бзыбского хребта.

### Описание пещеры
Пионерская - карстовая пещера в известняках. Имеет длину 1,7 км и простирается на глубину 0,8 км. Суммарный объём пещеры 60 тыс. кубометров. Выход находится на высоте 1,5 км над уровнем моря.
Пещера находится в борту небольшой карстовой воронки в зоне леса. Начинается колодцем глубиной 16 м. Далее до глубины −330 м следует серия колодцев, каскадов, уступов, разделённых небольшими участками узких галерей. Глубины колодцев и больших уступов 15, 25, 10, 35, 15, 45, 20, 65, 10, 10 м. Из глубины −330 м начинается постоянный ручей, морфология полости изменяется. Вертикальные участки сменяются протяженными меандрами, разделёнными между собой каскадами и колодцами 20, 40, 20 м, самый протяженный меандр располагается на глубине −450 м; при длине 300 м он набирает глубину 50 м. Меандр кончается большим обводнённым колодцем глубиной −53 м. От дна колодца начинается следующий короткий меандр, затем каскад 8 м, на дне озеро. Далее следует крутой узкий ход протяженностью 130 м и широкий колодец 40 м. Со дна колодца начинается серия наклонных участков, осложненных глыбами, и небольших уступов до 12 м глубиной. В конце полости узкий сифон длиной 12 м, за которым небольшой участок сухого хода и непроходимая обводненная щель. Шахта заложена в нижнемеловых известняках. Предполагается её гидрологическая связь с источником Мчишта.

### История исследования
Находится в районе, в котором много пещер (Студенческая, Напра Ноктюрн, Форельная, Весенняя и Холодная и другие). Там работали с 1970-х годов спелеологи.
Пещера обнаружена в августе 1981 г красноярскими спелеологами и затем ими пройдена до −170 м (рук. В. Шорохов). В 1982 г. исследована спелеологами Новокузнецка, Минусинска и Красноярска до −470 м. В августе 1983 года. спелеологи из Минусинска и Новокузнецка (рук. М. Васильев, В. Вилисов) достигли глубины −510 м, а группа из Красноярска (рук. В. Коносов) — 635 м. В декабре 1983 г. красноярскими спелеологами (рук. С. Мусияченко) была достигнута глубина −740 м, а в феврале 1984 г. — −815 г (рук. В. Плотников). В августе 1984 г. красноярская группа осуществила прохождение сифона (рук. П. Миненков).